# Gestratz
Gestratz è un comune tedesco di 1 220 abitanti, situato nel land della Baviera.